# Garrulaxe à queue rouge
Trochalopteron milnei
Espèce
Statut de conservation UICN

 LC  : Préoccupation mineure
Le Garrulaxe à queue rouge (Trochalopteron milnei) est une espèce de passereaux de la famille des Leiothrichidae.

## Répartition
On le trouve en Birmanie, en Chine, au Laos, en Thaïlande et au Vietnam.